# Зольнгофен
Зольнгофен (нім. Solnhofen) — громада в Німеччині, розташована в землі Баварія. Підпорядковується адміністративному округу Середня Франконія. Входить до складу району Вайсенбург-Гунценгаузен.
Площа — 13,50 км2. Населення становить 1742 ос. (станом на 31 грудня 2020).

## Культура
- Музей бургомістра Мюллера
- Солабазилика
- Скелі «Дванадцять апостолів»
- Пам'ятник Алоїса Зенефельдера